# 李觀 (成化進士)
李觀（1427年—？），字時容，浙江溫州府永嘉縣人，明朝政治人物。同進士出身。

## 生平
天順三年（1459年）舉己卯科浙江鄉試第四十名。成化二年（1466年）丙戌科會試第一百四十四名，殿試登進士第三甲第二十五名。

## 家族
曾祖李文彬。祖父李景新。父亲李璉。